# Dominika Ćakić
Dominika Ćakić (Subotica, 1970.) je bačka hrvatska književnica. Piše pjesme.
Pjesme piše od mlade dobi.
Poeziju su joj objavili u Bačkom klasju, zatim u časopisu subotičkog ogranka Matice hrvatske Klasju naših ravni, kalendaru Subotičkoj Danici, zatim u zbirci pučkoj pjesništva Liri naivi, Zvoniku te u knjizi Raspleteni snovi KUD-a Rešetari.